# Малколм Пул
Малколм Пул (англ. Malcolm Poole, 6 листопада 1949) — австралійський хокеїст на траві.
Срібний призер Олімпійських Ігор 1976 року.